# Халеевичское сельское поселение
Халеевичское сельское поселение — упразднённое муниципальное образование в северной части Новозыбковского района Брянской области. Административный центр — деревня Холевичи (Халевичи, Халеевичи).
Образовано в результате проведения муниципальной реформы в 2005 году, путём слияния дореформенных Внуковичского и Староруднянского сельсоветов.
10 июня 2019 года вместе с другими сельскими поселениями Новозыбковского муниципального района было упразднено и объединено с городским округом г. Новозыбкова в новое единое муниципальное образование Новозыбковский городской округ.

## Население
| 2010 | 2011  | 2012  | 2013 | 2014 | 2015 | 2016 |
| ---- | ----- | ----- | ---- | ---- | ---- | ---- |
| 1063 | ↘1061 | ↘1029 | ↘992 | ↘969 | ↘947 | ↘935 |
| 2017 | 2018  | 2019  |      |      |      |      |
| ↘917 | ↗919  | ↘918  |      |      |      |      |

## Населённые пункты
- деревня Холевичи
- село Внуковичи
- посёлок Дедовский
- посёлок Калиновка
- посёлок Машкинский
- посёлок Полек
- посёлок Синявка
- деревня Старая Рудня
- посёлок Ягодное